# Stagnum Agrippae
De Stagnum Agrippae (Nederlands:Meer van Agrippa) was een kunstmatig meer op het Marsveld in het oude Rome. 

## Geschiedenis
Het meer werd aangelegd door Marcus Agrippa, vriend en rechterhand van keizer Augustus. Agrippa bouwde tussen 27 en zijn dood in 12 v.Chr. een aantal publieke gebouwen op een stuk land op het Marsveld dat in zijn bezit was. Dit waren het Pantheon, de Basilica van Neptunus, de Porticus van Vipsania en de Thermen van Agrippa. De stagnum maakte waarschijnlijk deel uit van de thermen en diende als het buitenbad. Het werd gevoed door de Aqua Virgo. Om het overtollige water af te kunnen voeren werd de Euripus van Agrippa aangelegd. Dit was een kanaal, dat bij de Pons Neronianus uitmondde in de Tiber.
De stagnum staat gedeeltelijk afgebeeld op een bewaard gebleven fragment van de Forma Urbis Romae, waardoor het uiterlijk enigszins is te reconstrueren. Het meer was aangelegd in een park, met langs de oevers portico's. De stagnum was groot genoeg voor keizer Nero om er een schip te laten varen, waarop hij een groots banket gaf. Het schip werd toen op zijn plaats gehouden door kleine roeiboten. 

## Restanten
Bij opgravingen in de jaren 1930 aan de Corso del Rinascimento werden restanten van een porticus teruggevonden. De porticis had hoge granieten zuilen met een diameter van 1,5 meter. De zuilen stonden op een travertijnen platform met een drie meter breed pad, met daarvoor het bassin voor het meer, dat meer dan 60 meter doorliep. 
Van de Euripus zijn op diverse plaatsen op het Marsveld ook restanten opgegraven. In de onderwater gelopen kelder van het Palazzo della Cancelleria is nog een deel 
zichtbaar.